# なぎさ薫
なぎさ 薫（なぎさ かおる）は、日本の官能小説家。株式会社フランス書院が2016年に主催した第18回フランス書院文庫官能大賞において特別賞を受賞しデビュー。

## 人物
官能小説家としてのデビューは、2017年10月の『したがり先生 人妻家庭教師と女教師ママ』である。同作品は第18回フランス書院文庫官能大賞において特別賞に選定された『年上レッスン 義母と家庭教師』が改稿されたものである。
幼少期から年上の女性に惹かれる傾向があり、トー・クンの『義母』で官能小説と出会ってからは手当たりしだいに官能小説を読み漁ってきたという。デビュー作に関しては「妄想私小説」であると自らインタビューで言及している。

## 著書
- したがり先生 人妻家庭教師と女教師ママ（2017年10月、フランス書院）
- ママと叔母と姉ナース 僕の入淫生活（2018年3月、フランス書院）
- 北国の未亡人兄嫁【喪服と雪肌】（2018年8月、フランス書院）
- 雪国温泉旅館【ずっといたいの】 未亡人義母、未亡人義姉、未亡人女教師と…（2019年3月、フランス書院）
- 後妻の湯【種付けしてください】 熟妻、若妻、隣人妻（2019年11月、フランス書院）